# اورشووا
شهر اورشووا (به رومانیایی: Orşova) در شهرستان مهدینتس در کشور رومانی واقع شده‌است. جمعیت این شهر ۱۵٬۳۷۹ نفر  است.

## نگارخانه

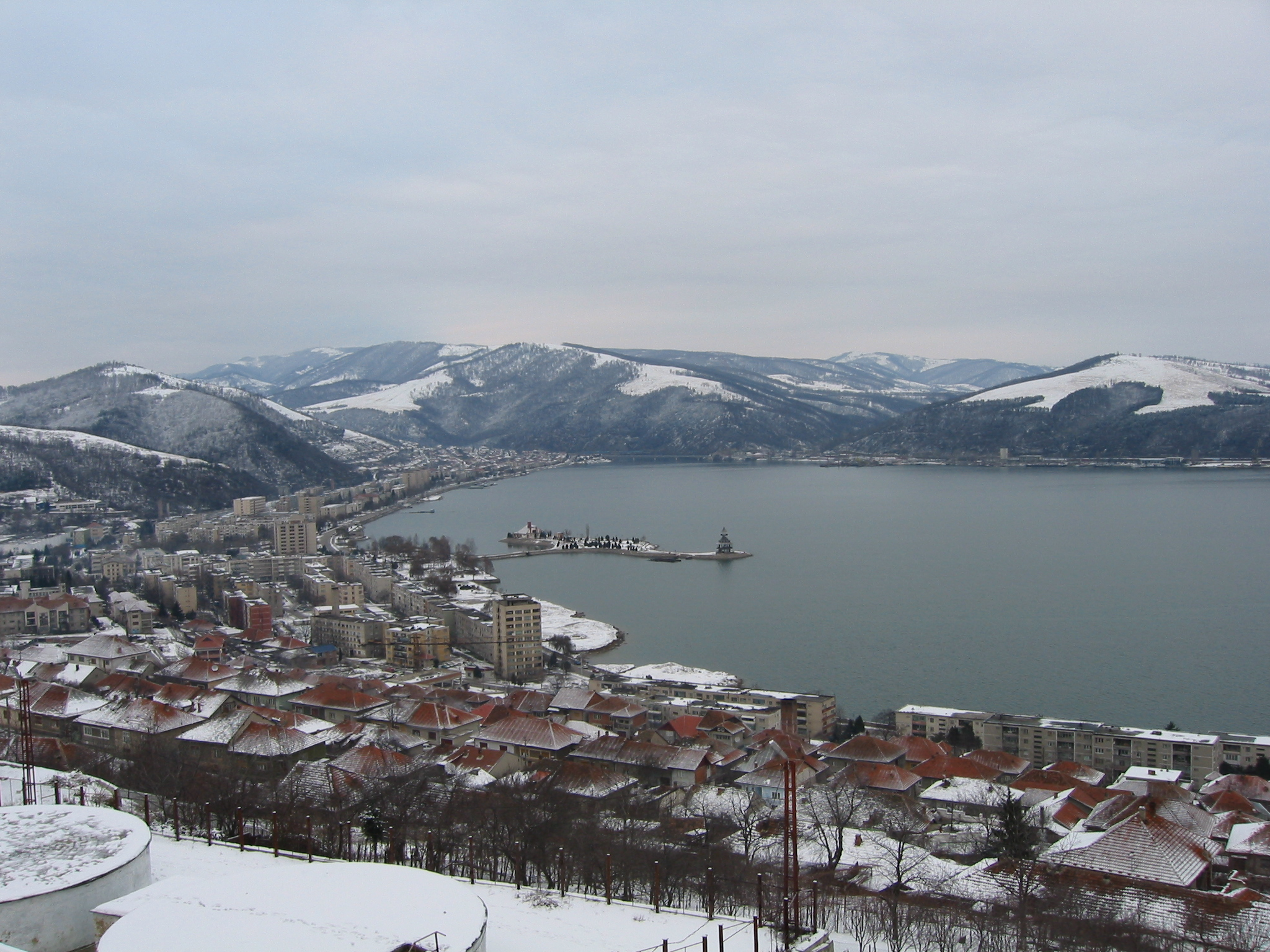
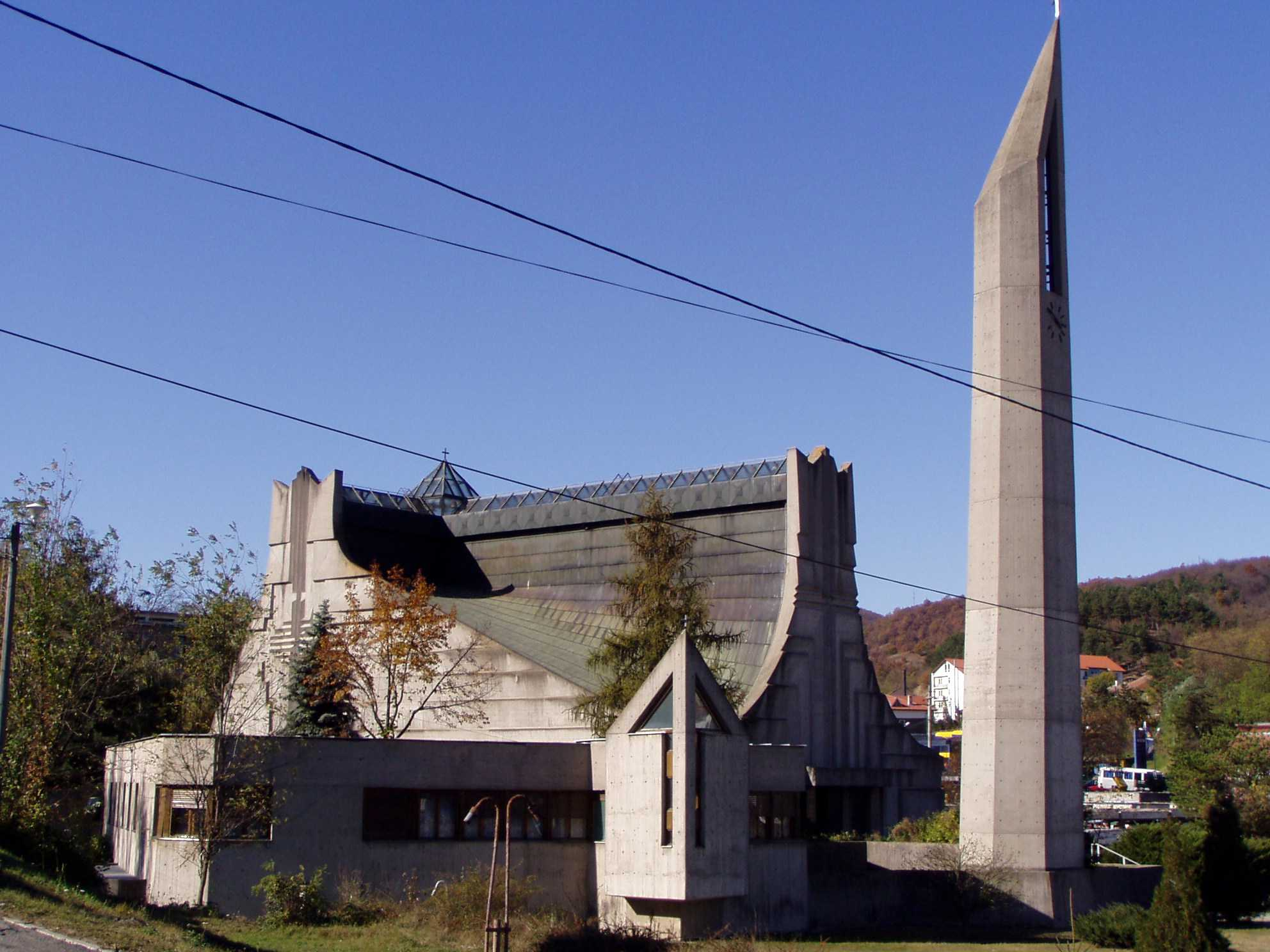
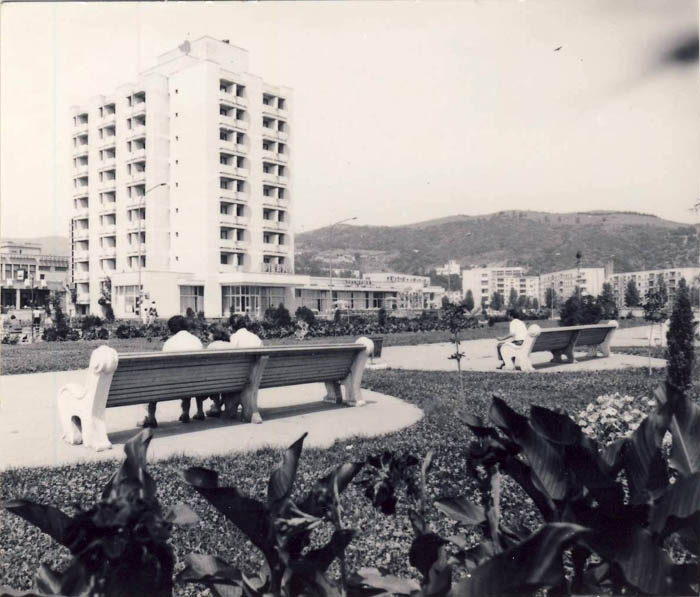
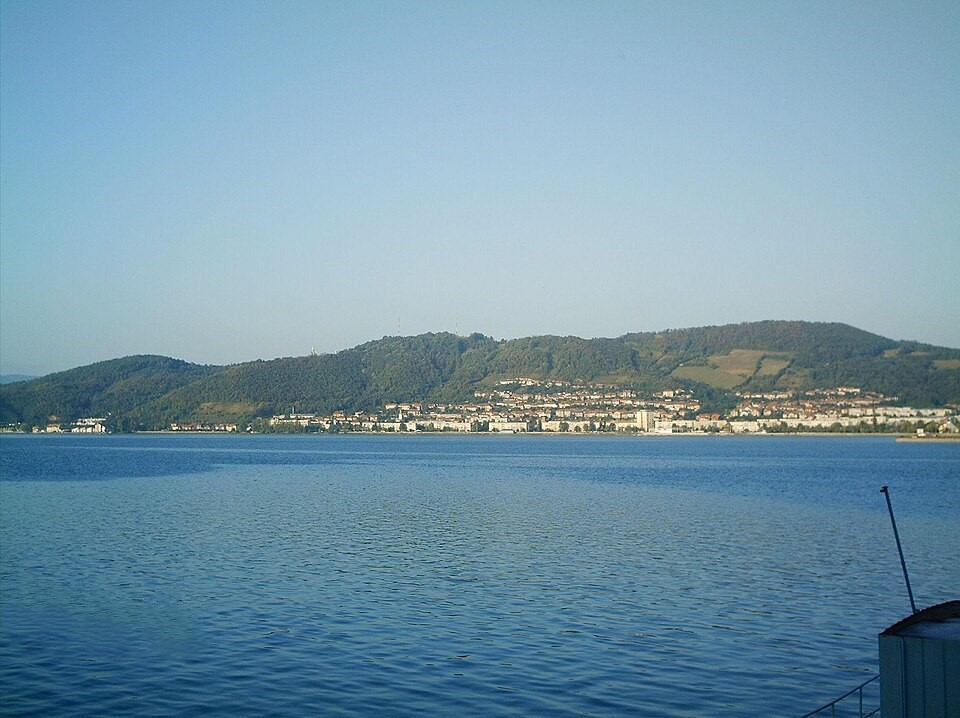
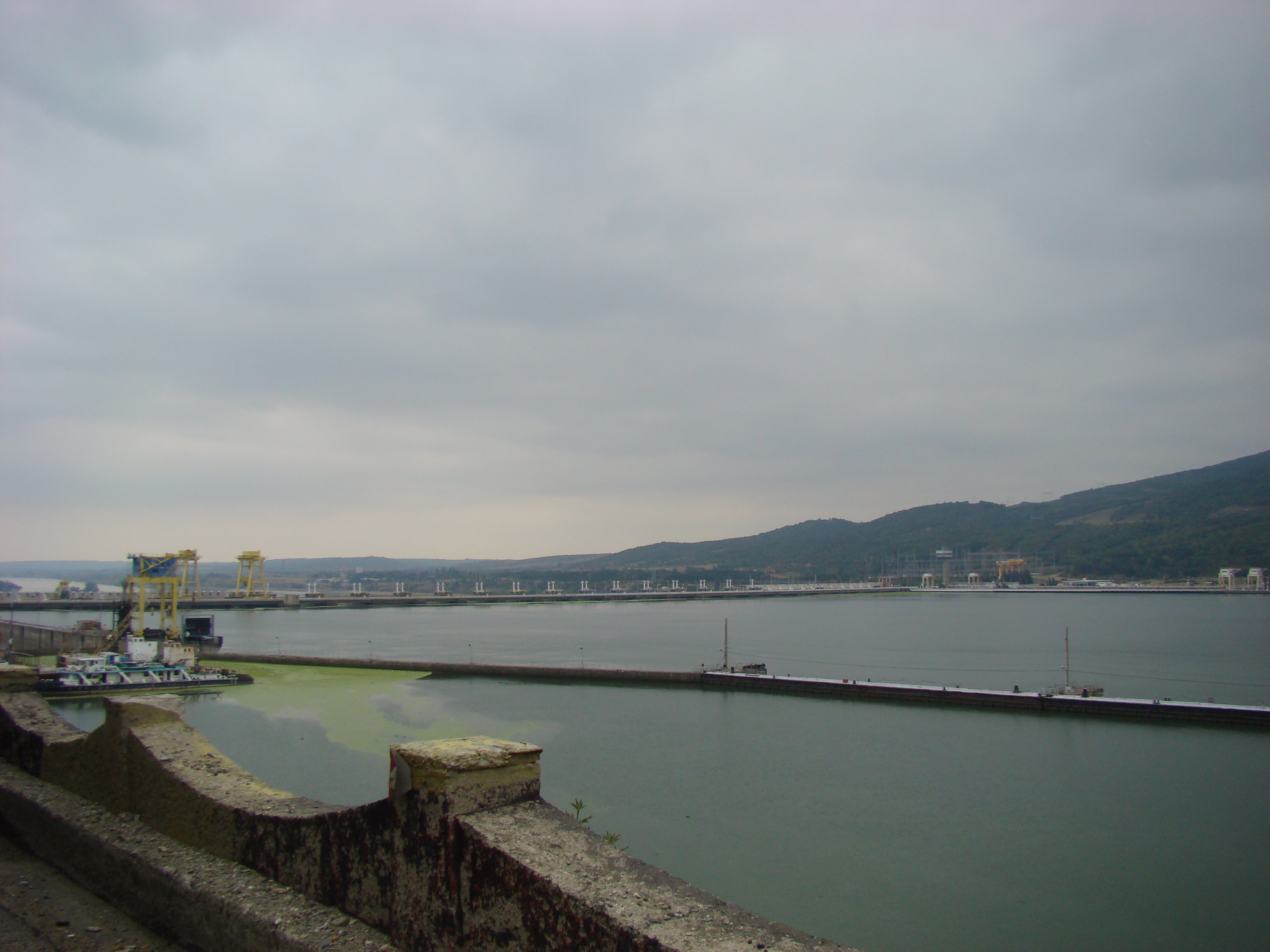